# 世界の交響楽団
世界の交響楽団（せかいのこうきょうがくだん）は、新日本放送（現:MBSラジオ）で、1952年3月10日から1955年7月26日の毎週月～金の15時20分から16時00分まで放送された、クラシック音楽のレコードを放送する番組である。

## 概要
以下の文は、1961年に毎日放送が発行した、「毎日放送十年史」の69,70ページに、当番組について詳しく記されているので、それを基にまとめた記述である。
1952年、開局して間もない当時の新日本放送のレコード音楽番組の1つで、世界の著名な交響楽団、管弦楽団の演奏を、楽団単位で紹介する番組で、それらの演奏又は伴奏による曲（交響曲、管弦楽曲、協奏曲、声楽曲等）を、SPやLPのクラシックレコードを使って放送していた。
放送開始の時期は、レコード蒐集の都合で、米のオーケストラに限られていたものの、ヨーロッパのそれらの蒐集が充実したのに伴い、番組名の「世界の・・」という性格を確立するようになった。
曲の部分的カットは絶対に行わずに放送した。
又、当時使ったレコードはLPとSP半々で、レコードの蒐集にも苦労したという。

## テーマ曲
ベートーヴェン作曲 交響曲第3番「英雄」 第1楽章より、冒頭部分
セルゲイ・クーセヴィツキー指揮 ボストン交響楽団